# Final Fantasy Type-0
Final Fantasy Type-0 (яп. ファイナル ファンタジー 零 式, Fainaru Fantajī Reishiki, Фінальна фантазія Клас-0) — японська рольова відеогра, розроблена для PlayStation Portable компанією Square Enix. Раніше відома як Final Fantasy Agito XIII (ファイナル ファンタジー アギト XIII-Fainaru Fantajī Agito Sātīn). Є третьою грою з серії Fabula Nova Crystallis Final Fantasy, до якої також входить Final Fantasy XIII з продовженнями. Японський реліз відбувся 29 жовтня 2011 року. Приквел Final Fantasy Agito вийшов для iOS та Android в травні 2014 в Японії. 17 березня 2015 року вийшло HD-перевидання Final Fantasy Type-0 для Xbox One і PlayStation 4. З 18 серпня 2015 року гра доступна для Windows.
Сюжет показує боротьбу учнів магічної академії Румбруму з Класу Нуль (Type-0) проти загарбників імперії Мілітес, яка використовуючи поєднання магії з наукою захоплює світ.

## Ігровий процес
Традиційно для серії гравець керує групою персонажів, котрі подорожують світом, борючись із ворогами і розвиваючись для просування сюжетом. Система бою подібна на Crisis Core: Final Fantasy VII, але при використанні системи ATB, що дозволяє контролювати всіх персонажів на полі бою одночасно. Розвиток персонажів відбувається за допомогою Кристарію (англ. Crystarium), на що витрачається енергія Фантома (Phantoma), отримувана з переможених ворогів. Існують різні види Фантоми різних кольорів, відповідно до магічних елементів і використання (вогню, льоду, лікування, мультиелементальна і т. д.).
Призивні істоти, звані Ейдолонами (англ. Eidolons), тимчасово замінюють того, хто їх прикликав. Вони можуть бути керовані гравцем, або штучним інтелектом. Прикликати їх здатні лише члени Класу Нуль і персонажі-л'сі. З Ейдолонів доступні: Іфрит, Шива, Голем, ́́Одін, Д'яблос і Бахамут.
Спеціальна Атака Трійці (англ. Trinity Attack), спрямована на одного противника, вимагає задіяння трьох персонажів одночасно. Тип атаки залежить від конкретного героя, обраного головним, в кожного він інший, а ще двоє підтримують виконання цієї атаки.
Як і в основній серії Final Fantasy, для пересування світом використовуються їздові птахи чокобо і повітряні кораблі.

## Сюжет

### Світ гри
Події цієї гри розвиваються 842 року за місцевим літочисленням в світі Оріенс, де є чотири держави: Домініон Рубруму, імперія Мілітес, Лоріканський Альянс і королівство Конкордія. В розпорядження кожної держави є кристал, який дає особливі можливості. Рубрум володіє кристалом Магії, Мілітес — кристалом Зброї, Лоріканський Альянс — кристалом Драконів, Конкордія — кристалом Лицарів. Ці кристали можуть обирати людей, яких називають л'сі, виконувати свою волю — «Фокус». Л'сі поділяються на два класи, Клас-А (Type-A) і Клас-Б (Type-B), відповідно до спеціалізації на боях чи магії.
Сюжет обертається навколо магічної Академії, розташованої на Королівському острові. Країна Мілітес, порушивши мирний договір між чотирма країнами, напала на них під проводом маршала Сіда Олстіна, використовуючи розроблені за допомогою свого кристалу повітряні кораблі та роботів-магітеків. Через деякий час нація загарбників дійшла до Королівського острова, ізольованого від континенту.
Кристал виявився заглушеним, роблячи тим самим острів беззахисним. Чотирнадцять учнів Академії з Класу Нуль не змирилися з таким становищем і поставили собі за мету перемогти імперію Мілітес.

### Історія
Події Type-0 починаються з того, що імператор Мілітес безвісти зник, а правління взяв у свої руки маршал Сід Олстін. Побоюючись за безпеку країни, а особливо її кристал, Сід першим оголошує війну трьом іншим народам. Використовуючи магітеків, і Глушитель кристала, Мілітес вторгається в Румбрум та відрізає доступ до острова, чим не дає використовувати магію і ейдлонів. Острів, де містився кристал Магії, рятує Клас-0, здатний використовувати магію в полі Глушителя кристала. Протягом гри паралельно Рем страждає від невідомої хвороби, яка ослаблює її, а Мачіна виявляє, що його брат був убитий під час вторгнення, і звинувачує Клас-0 в його смерті. Він погоджується шпигувати за класом для правителів Румбруму.
Після того як Клас-0 відтісняє армію загарбників, його учні проникають в столицю Мілітес Інграм з наміром знищити прототип нових магітеків на військовому заводі. Там вони зустрічають л'сі Німбуса, який легко долає учнів. Однак Мілітес раптом оголошує про припинення вогню, і прийняття вимог Румбруму. Королева Конкордії Андорія їде в Інграм на переговори, та її таємно вбивають, а вину покладають на Клас-0. Клас-0 покидає столицю, Конкордія підписує союз з Мілітес проти Румбруму. Лідери Румбруму та Академії відсилають Клас-0 на фронт, сподіваючись, що відправляють їх на вірну смерть.
Румбрум зазнає подвійної атаки від Конкордії і Мілітес. На учнів нападає л'сі Клес, яка вірить, що вони винні у зриві перемир'я, але її перемагає дослідник магії Аресія, прикликавши ейдолона Бахамута. Тепер Румбрум отримує власного л'сі Сецуну, яка викликає Гранд-ейдолона Олександра на боротьбу з силами Мілітес. Ціною життя Сецуни та життєвої енергії численних учнів, завойовників відтісняють до Інграму. Л'сі Мілітес на ім'я Катор виступає проти Класу-0 в магітек-обладунках, і виявляє, що Сід встановив в обладунок Ультима-бомбу, щоб знищити Інграм і Клас-о разом з містом. Катор спрямовує обладунок у верхні шари атмосфери, де бомба вибухає.
Клас-0 повертається в Румбрум, де святкуює перемогу. У цей час по всьому світу несподівано виникають чудовиська звані лалусат-воїнами, котрі вбивають зустрічних людей, і літаюча фортеця Палац Всіх Магій, що є ознакою кінця світу — Фінісу, спричиненого порушенням балансу сил Кристалів. Клес прибуває до Академії і розповідає про Сіда, який з Німбусом вирушив у Палац Всіх Магій аби стати Агіто — спасителем світу, який мусить пройти в Палаці випробування та відвернути Фініс. Клас-0 пробирається в Палац, повний небезпек, та доходить до Сіда. Кристал Магії пропонує їм стати л'сі і так подолати Сіда. Але якщо прийняти пропозицію, учні встрянуть в безкінечну битву і гра закінчиться. При цьому Аресія говорить «не цього разу». Тож, канонічно, герої відмовляються.
Поки Клас-0 пробивалися до Сіда, помираюча Рем обирається кристалом Магії, щоб стати л'сі. В Палаці вона бореться зі л'сі Мілітес в масці, котрий виявляється Мачіною і вбиває Рем. Цей вчинок повертає йому пам'ять про Рем, та помирає в нього на руках і обоє стають кристалами. Клас-0 доходить до верхньої частини Палацу, де протистоїть Сіду, який доти зустрів загадкового воїна Галу, котрий повідомляє, що Сід недостойний стати Агіто, тому повинен стати л'Сі Арбітром Лалусат, який почне Фініс. Сід вбиває себе, не бажаючи такої долі, але все-одно перетворюється на Арбітра та вбиває Клас-0. Проте духи Мачіни і Рем оживляють героїв і дають їм сили поглинути накопичену Арбітром Фантому, щоб знищити його і припинити Фініс. Після здобуття перемоги, Клас-0 телепортується в зруйновану Академію, однак учні надто ослаблені битвою. Знаючи, що скоро помруть, вони діляться своїми мріями про майбутнє. Мачіна і Рем звільняються від кристального сну і повертаються до Академії, де знаходять Клас-0 мертвими під прапором Румбруму.
При другому проходженні гравець може взяти участь в додаткових місіях, отримуючи інший сюжет та пояснення деяких моментів. Зокрема з'ясовується, що Аресія є фал'сі (молодшим божеством), слугою бога Пульса, яка бореться проти фал'сі Гала, що служить Ліндзею. Шукаючи спосіб відкрити Браму Етро й повернути свого творця, божества створили кристали та цим спричинили кінець світу, тому мусили починати його історію заново. Аресія шукала мирний шлях відкрити Браму Етро за допомогою людини з надзвичайно сильною душею — Агіто. У той час Гала використовував лалусат-воїнів та Арбітра, аби вбити людей та створити величезний потік зі звичайних душ, що теж відкрило б Браму. Частиною плану Аресії був і Клас-0 як альтернатива до Агіто, та він щоразу приймав пропозицію перетворитися на л'сі і гинув. В цьому протиборстві фал'сі історія Оріенсу безуспішно повторювалася 600 мільйонів разів. За відмови Клау-0 від пропозиції кристала, історія йде інакше та врешті розриває коло перезапусків світу, а фал'сі покидають його.
У секретному фіналі Джокер і Тіз показують Аресії героїзм Класу-0, що поклав своє життя за батьківщину і весь Оріенс. Аресія цікавиться про що ті думали перед смертю і, вражена, створює нову історію, в якій немає кристалів. Через це війни ніколи не відбувалося і учні Класу-0, як і решта світу, живуть звичайним щасливим життям.

## Персонажі
Члени Класу Нуль названі за гральними картами і кожен з них має якусь особливу силу.
- Туз (англ. Ace) — 16-ирічний блондин, головний в Класі Нуль. Його зброєю є колода карт. Володіє силою довіри.
- Двійка (англ. Deuce) — дівчина-брюнетка, яка використовує як зброю флейту. Володіє силою лагідності.
- Трійка (англ. Trey) — світловолосий юнак, озброєний луком і стрілами. Володіє силою знання.
- Четвірка (англ. Cater) — рудоволоса дівчина з магічним пістолетом. Володіє силою мужності.
- П'ятірка (англ. Cinque) — дівчина з булавою. Володіє силою невинності.
- Шістка (англ. Sice) — блондинка, озброєна косою. Має «хлопчачий» характер і грубо висловлюється. Володіє силою наполегливості.
- Сімка (англ. Seven) — 17-ирічна дівчина зі сріблястим волоссям. Її зброя — залізний батіг (Whipblade). Володіє силою розуміння.
- Вісімка (англ. Eight) — юний майстер бойових мистецтв з коротким каштановим волоссям, який бореться кастетами. Володіє силою спокою.
- Дев'ятка (англ. Nine) — імпульсивний 17-ирічний юнак зі шрамом на обличчі в неохайній формі. Бореться списом. Володіє силою дії.
- Валет (англ. Jack) — завжди веселий хлопець з катаною. Володіє силою незнання.
- Дама (англ. Queen) — розумна 17-ирічна жінка[7] в окулярах. Бореться за допомогою меча. Володіє силою інтелекту.
- Король (англ. King) — дорослий з вигляду 17-ирічний блондин, який виглядає холодним, але насправді добросердечний. Озброєний двома пістолетами. Володіє силою рішучості.

Крім них, в Класі Нуль є й інші учні: Мачіна Кунаґірі (новачок в класі), Рем Токімія (подруга дитинства Мачіна), які також є грабельними персонажами, але їхні карти невідомі. Загадкові персонажі Джокер і Тіз відповідають позиціям 0 і 10 в Класі Нуль, але не належать до нього.

## Розробка

Логотип HD-перевидання

Рішення створити Final Fantasy Type-0 було прийнято Square Enix вже після того, як були оголошені дві інші гри Fabula Nova Crystallis (Final Fantasy XIII і Final Fantasy Versus XIII). Type-0 вирішили випустити для мобільних телефонів нового покоління, зробивши її схожою на Before Crisis: Final Fantasy VII. Але тодішні телефони і приставки не могли дати потрібної якості, тому 2 серпня 2008 Square Enix оголосили що гра Final Fantasy Type-0 вийде на Sony PlayStation Portable.
На E3 2014 було анонсовано HD-перевидання гри для платформ PlayStation 4 та Xbox One. Воно вийшло 17 березня 2015 року в США, 19 березня в Японії та 20 березня в Європі. Перевидання отримало офіційну англійську локалізацію, тоді як оригінал мав лише фанатську.
На початку червня 2015 року з'явилися відомості про розробку Final Fantasy Type-0 для ПК, які підтвердилися 3 червня. З 18 серпня 2015 року Final Fantasy Type-0 HD доступна для Windows у Steam.